# Jimmie Åkesson
Per Jimmie Åkesson (Ivetofta, 17 mei 1979) is een Zweeds politicus en sinds 2005 partijleider van de rechtse Sverigedemokraterna (Zweden-democraten, SD). Sinds 2010 zetelt Åkesson in het Zweedse parlement.

## Biografie
Åkesson groeide op in Sölvesborg, in het zuiden van Zweden. Zijn vader had een vloerenbedrijf en zijn moeder werkte in een verpleeghuis. Na de scheiding van zijn ouders groeide hij op bij zijn moeder.
Hij studeerde politicologie, rechten en filosofie aan de Universiteit van Lund, maar voltooide zijn studies niet. Voordat hij voltijds politicus werd, was Åkesson werkzaam als webdesigner in BMJ Aktiv, een bedrijfje dat hij had opgericht met onder anderen Björn Söder, die later secretaris van de SD zou worden.

### Politieke loopbaan
In 1995 was Åkesson korte tijd lid van de centrumpartij Moderaterna. Al na enkele maanden stapte hij over naar de Sverigedemokraterna (SD), waar hij meehielp met het oprichten van een lokale jeugdafdeling. 
In 1998 werd hij op 19-jarige leeftijd gemeenteraadslid in Sölvesburg. In hetzelfde jaar werd hij ook plaatsvervangend voorzitter van de pas opgerichte jeugdorganisatie van de SD, de Sverigedemokratisk Ungdom. Van 2000 tot 2005 was hij voorzitter. In 2005 versloeg hij tijdens interne bestuursverkiezingen Mikael Jansson, en werd daardoor partijleider van de SD.
Tijdens de parlementsverkiezingen van 2010 haalde de SD voor het eerst de kiesdrempel met 5,7% van de stemmen. Åkesson, die bovenaan de kieslijst stond, werd benoemd tot parlementslid in het Zweedse parlement, samen met negentien andere SD-leden. Onder leiding van Åkesson ontwikkelden de Sverigedemokraterna zich vervolgens tot een belangrijke partij binnen de Zweedse politiek. Bij de parlementsverkiezingen van 2014 groeide de partij door naar bijna 13% van de stemmen (49 zetels) en werd daarmee de derde van het land. Na deze verkiezingen ging Åkesson met ziekteverlof wegens een burn-out, maar in maart 2015 keerde hij terug. De verkiezingen van 2018 werden opnieuw een succes voor de SD toen de partij 17,5% en 62 zetels wist te veroveren.
Bij de Zweedse parlementsverkiezingen van 2022 sleepte de partij 20,5% van de stemmen (73 zetels) in de wacht en werd daarmee groter dan ooit. Dankzij deze overwinning kreeg het rechtse blok (verder bestaande uit Moderaterna, Kristdemokraterna en Liberalerna) een meerderheid te pakken waarmee een nieuwe regering kon worden gevormd. Åkesson speelde tijdens de kabinetsformatie een sleutelrol, maar zijn wens om mee te regeren kwam niet uit. Wel kreeg zijn partij een cruciale rol als gedoogpartner. Premier van de regering werd Ulf Kristersson.
- Gemeinsame Normdatei: 1323204849
- International Standard Name Identifier: 0000 0000 5913 5576
- MusicBrainz: 099317ab-5d8e-4d34-b74a-b8668be90f86
- LIBRIS: 320746
- Virtual International Authority File: 86427543